# Compagnie de Marie-Notre-Dame
Pour les articles homonymes, voir OND.
La Compagnie de Marie-Notre-Dame (en latin Ordo societatis Mariae Dominae Nostrae) forme une congrégation religieuse féminine enseignante de droit pontifical.

## Historique
La société est fondée par Jeanne de Lestonnac (1556 - 1640), nièce de Montaigne, veuve en 1595 de Gaston de Montferrand, baron de Landiras. Sur la suggestion des jésuites François Raymond et Jean de Bordes, elle présente le 6 mars 1606 au cardinal de Sourdis, archevêque de Bordeaux, le projet de fondation d'un institut féminin inspiré des Constitutions jésuites et consacré à l’enseignement et l’éducation des jeunes filles. L'archevêque, qui pense déjà à introduire dans le diocèse des ursulines, accueille avec enthousiasme la proposition et le 25 mars, jour de l'Annonciation, approuve officiellement l'initiative.
L’approbation est demandée au Saint-Siège. Elle est accordée par Paul V le 7 avril 1607 par le bref Salvatoris et Domini avec cependant des restrictions en ce qui concerne son mode de gouvernement qui ne peut être aussi centralisé et s’inspirer aussi étroitement de celui de la Compagnie de Jésus. La congrégation prend le nom de congrégation de Notre-Dame et la première maison s’appelle monastère de Marie-Notre-Dame. Le 1er mai 1608, Jeanne de Lestonnac et quelques compagnes prennent l’habit religieux.
L’année suivante (1609), le roi Henri IV donne également son approbation, ce qui permet à la congrégation de se développer et de se répandre rapidement en France. À la mort de la fondatrice et première supérieure générale (1640), la congrégation compte une trentaine d’institutions d’enseignement en France. La maison de Barcelone, ouverte en 1650, est la première institution créée hors de France et signale une nouvelle étape. Au XVIIIe siècle, la congrégation se développe rapidement en Espagne et dans son empire colonial d’Amérique latine.
À la révolution française, un grand nombre de maisons sont fermées et les religieuses expulsées (1792), mais le travail continue en Espagne et ailleurs. Au XIXe siècle avec leur retour en France, les fondations d’institutions se multiplient en Amérique du Nord, en Afrique et en Asie.
Les constitutions de l’institut précisaient que les religieuses étaient moniales à vœux solennels avec clôture papale et organisées en maison autonomes, sur le modèle de monastères bénédictins. En 1920 cependant, 63 des 90 monastères de l’ordre décident de renoncer aux vœux solennels et à la clôture papale, elles reçoivent l’approbation de Benoit XV le 7 décembre 1920 pour devenir une congrégation religieuse à vœux simples. Le 27 décembre 1956, par le bref Providentis Dei, le pape Pie XII réunit à la congrégation les derniers monastères, sanctionnant la réunion définitive de l’institut qui s’appelle désormais Compagnie de Marie-Notre-Dame.

## Fusion
En 2004, la société de Jésus-Christ fondée à Lyon par Jeanne Rousset fusionne avec elles.

## Activités et diffusion
Les religieuses se consacrent principalement à l'éducation de la jeunesse.
Elles sont présentes en :
- Europe : Albanie, Belgique, Espagne, France, Italie, Pays-Bas, Royaume-Uni.
- Amérique : Argentine, Bolivie, Brésil, Chili, Colombie, Cuba, États-Unis, Haïti, Mexique, Nicaragua, Paraguay, Pérou.
- Afrique : Cameroun République démocratique du Congo, Égypte, Kenya, Tanzanie.
- Asie : Japon, Liban, Philippines.

La maison généralice est à Rome.
En 2017, la congrégation comptait 1352 sœurs dans 165 maisons.